# حسین ساوه‌شمشکی
حسین ساوه‌شمشکی (زاده ۱۴ مرداد ۱۳۶۴ در تهران) اسکی‌باز اهل ایران و یکی از اعضای تیم ملی ایران در بازی‌های المپیک زمستانی ۲۰۱۴ در رشتهٔ اسکی آلپاین است.
وی پرچمداری ایران را در این بازی‌ها به عهده داشت.
ساوه‌شمشکی سابقه حضور در بازی‌های المپیک زمستانی ۲۰۱۰ در ونکوور را نیز دارد.

## دوپینگ
وی قرار بود به عنوان نماینده ایران در بازی‌های المپیک زمستانی ۲۰۲۲ شرکت کند اما به علت استفاده از ماده ممنوعه استروئید آنابولیک ، از ادامه رقابت‌ها محروم شد.